# Siddharthnagar
Siddharthnagar är ett distrikt i den indiska delstaten Uttar Pradesh, och hade 2 040 085 invånare år 2001 på en yta av 2 752 km². Det gör en befolkningsdensitet på 741,3 inv/km². Den administrativa huvudorten är staden Tetri Bazar (även känd som Naugarh). De största religionerna är hinduism (70,02 %) och islam (29,43 %).

## Administrativ indelning
Distriktet är indelat i fem kommunliknande enheter, tehsils:
- Bansi, Domariyaganj, Itwa, Naugarh, Shohratgarh

## Städer
Distriktets städer är huvudorten Tetri Bazar samt Bansi, Barhani Bazar och Shohratgarh.
Urbaniseringsgraden låg på 3,81 procent år 2001.